# Brittiska Superbike 2006
Brittiska Superbike 2006 vanns av Ryuichi Kiyonari.

## Delsegrare
| Bana           | Vinnare          | Märke  | Vinnare          | Märke  |
| -------------- | ---------------- | ------ | ---------------- | ------ |
| Brands Hatch   | Gregorio Lavilla | Ducati | Ryuichi Kiyonari | Honda  |
| Donington Park | Gregorio Lavilla | Ducati | Scott Smart      | Suzuki |
| Thruxton       | Gregorio Lavilla | Ducati | Gregorio Lavilla | Ducati |
| Oulton Park    | Gregorio Lavilla | Ducati | Gregorio Lavilla | Ducati |
| Mallory Park   | Ryuichi Kiyonari | Honda  | Gregorio Lavilla | Ducati |
| Snetterton     | Ryuichi Kiyonari | Honda  | Ryuichi Kiyonari | Honda  |
| Knockhill      | Ryuichi Kiyonari | Honda  | Shane Byrne      | Suzuki |
| Oulton Park    | Ryuichi Kiyonari | Honda  | Ryuichi Kiyonari | Honda  |
| Croft          | Ryuichi Kiyonari | Honda  | Leon Haslam      | Ducati |
| Cadwell Park   | Gregorio Lavilla | Ducati | Leon Haslam      | Ducati |
| Silverstone    | Ryuichi Kiyonari | Honda  | Ryuichi Kiyonari | Honda  |
| Brands Hatch   | Ryuichi Kiyonari | Honda  | Leon Haslam      | Ducati |

## Slutställning
| Plats | Förare           | Märke  | Poäng |
| ----- | ---------------- | ------ | ----- |
| 1     | Ryuichi Kiyonari | Honda  | 466   |
| 2     | Leon Haslam      | Ducati | 458   |
| 3     | Gregorio Lavilla | Ducati | 377   |
| 4     | Jonathan Rea     | Honda  | 248   |
| 5     | Karl Harris      | Honda  | 244   |
| 6     | Shane Byrne      | Suzuki | 224   |